# Kanion Göynük

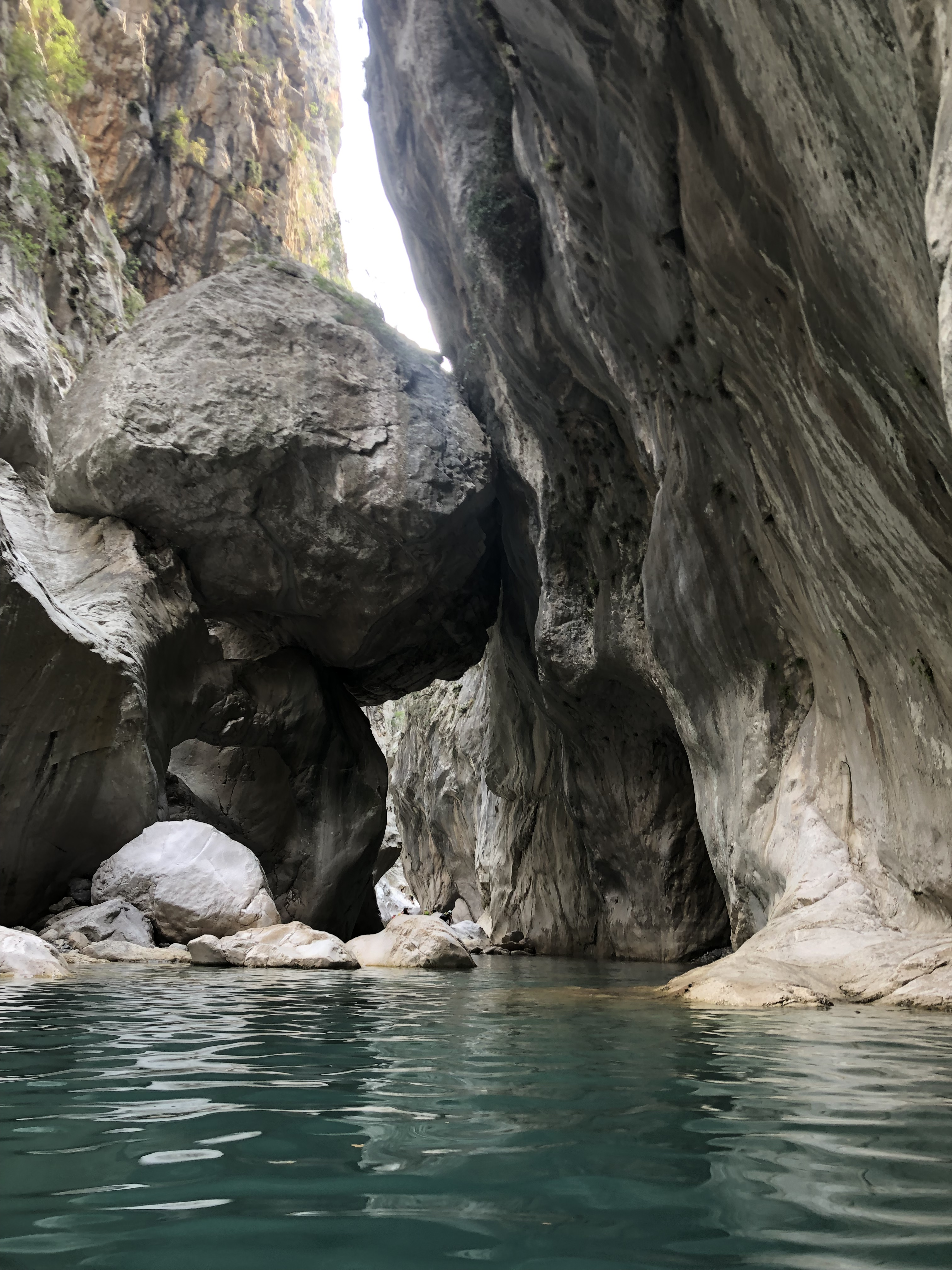
Wnętrze kanionu.

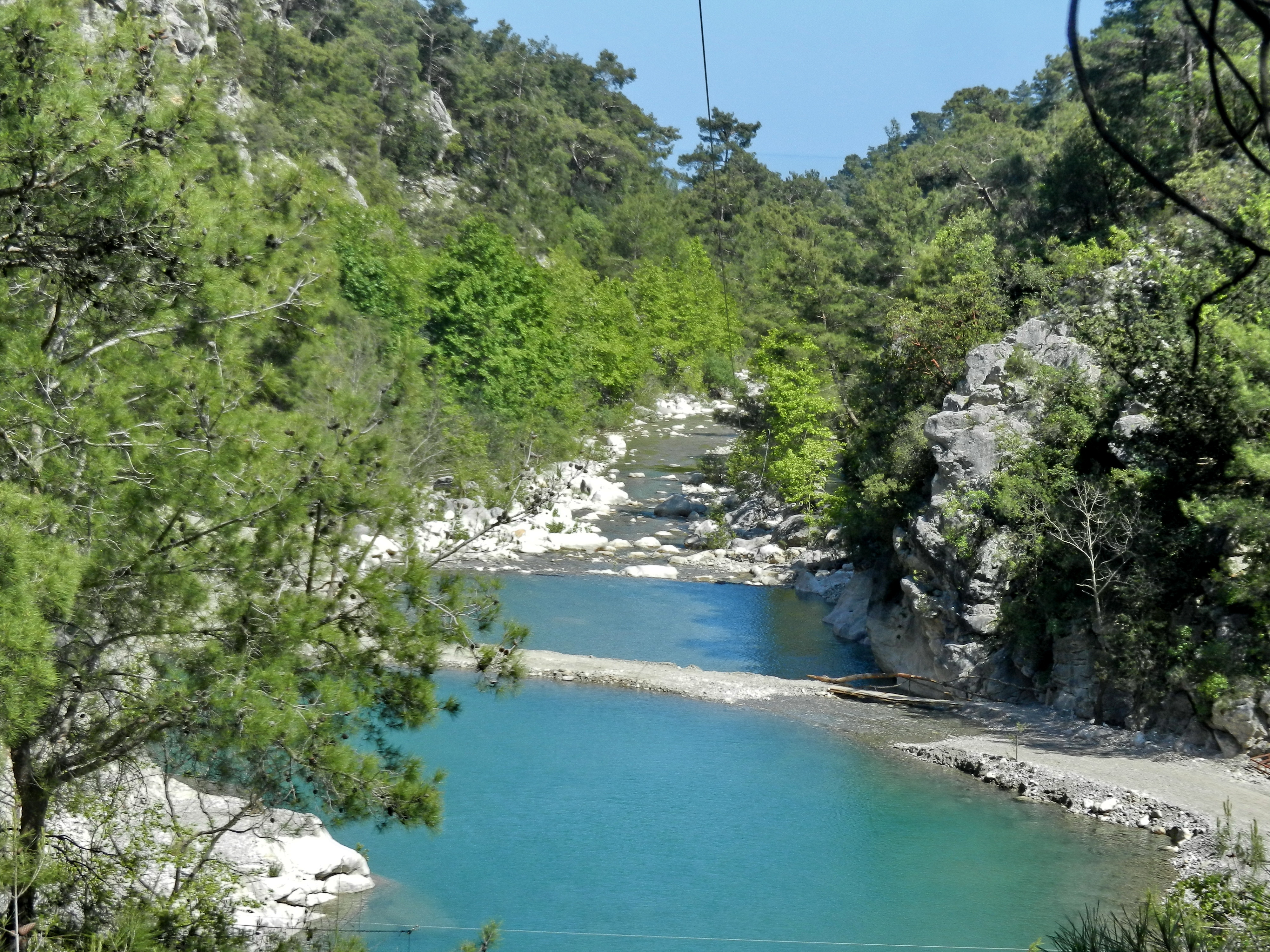
Liczne stawy, w których turyści mogą się schłodzić, podziwiając rajskie widoki.

Kanion Göynük (ang. Göynük Canyon, tur. Göynük Kanyonu) – kanion znajdujący się w mieście Göynük, w dystrykcie Kemer w prowincji Antalya, w południowo-zachodniej Turcji. Kanion Göynük jest pierwszym i jednocześnie największym parkiem rozrywki w Turcji.
Miejsce to znajduje się wewnątrz Nadmorskiego Parku Narodowego Beydağları (znanym również jako Park Narodowy Olympos Beydagları), około 4 km od miasta Göynük, około 13 km od stolicy dystryktu w Kemer. Kanion o długości 4,5 km jest ważną częścią długodystansowego szlaku Lycian Way. Wewnątrz kanionu znajdują się liczne baseny, wodospady i stawy, w których turyści mogą się schłodzić. W kanionie codziennie odbywają się zajęcia rekreacyjne na świeżym powietrzu, takie jak trekking pasmem górskim o długości 2-3 kilometrów. W kwietniu 2009 roku w kanionie zostały otwarte obiekty turystyczne, takie jak restauracja, zjazd na tyrolce, wypożyczalnia sprzętu pływackiego i przystań pontonowa.

## Wstęp
Do kanionu można dotrzeć po około 45-minutowym spacerze z Göynük. Można również skorzystać z taksówki – przejazd z centrum Göynük kosztuje 10–15 €. Ponadto z centrum do kanionu co godzinę odjeżdżają autobusy. Do wejścia do kanionu dochodzi się po pokonaniu 2-3 km górskiego szlaku.  Kanion funkcjonuje od godziny 09:00 do 18:30 czasu lokalnego. Zarządcy kanionu zalecają, aby zjawić się na miejscu do godziny 17:00, aby mieć możliwość skorzystania ze wszystkich atrakcji.

## Atrakcje
Na terenie kanionu można skorzystać z następujących atrakcji turystycznych:
- Safari (Canyoning) – uczestnicy mają możliwość samodzielnej eksploracji wnętrza kanionu pływając w krystalicznie czystej wodzie – 28€.
- Zjazd tyrolką – uczestnicy mają możliwość jazdy na tyrolce z prędkością do 65km/h – 21€.
- Wycieczka łodzią – uczestników czeka przeprawa pontonowa nurtem krystalicznie czystej rzeki – 20€.

Ceny obowiązują w sezonie 2022.